# Wiaczesław Ledowskich
Wiaczesław Michajłowicz Ledowskich, ros. Вячеслав Михайлович Ледовских (ur. 17 stycznia 1948 w Karagandzie, Kazachska SRR) – kazachski piłkarz pochodzenia rosyjskiego, grający na pozycji obrońcy, trener piłkarski.

## Kariera piłkarska
Karierę piłkarską rozpoczął w Szachtiorze Karaganda. Potem bronił barw klubów Gorniak Chromtau i Metałłurg Szymkent.

## Kariera trenerska
Po zakończeniu kariery piłkarza rozpoczął pracę szkoleniowca. Najpierw pomagał trenować kazachskie kluby Szachtior Karaganda, Energietik Kostanaj i Traktor Pawłodar. W 1990 do września prowadził Szachtior Karaganda. Od początku do maja 1991 stał na czele Podilla Chmielnicki. Potem trenował rosyjskie kluby Izumrud Timaszowsk, Mietałłurg Nowotroick, drugą drużynę Arsenału Tuła, Don Nowomoskowsk i Lokomotiw Kaługa. Od 2007 powrócił do ojczyzny, gdzie pracował na stanowisku głównego trenera w klubach Kazakmys Sätbajew, FK Astana, Akżajyk Orał, Okżetpes Kokczetaw, FK Ile-Saulet i Kyzyłżar Petropawł.

## Sukcesy i odznaczenia

### Sukcesy trenerskie
- mistrz Kazachskiej Pierwszej Ligi: 2007
- wicemistrz Kazachskiej Pierwszej Ligi: 2009
- brązowy medalista Kazachskiej Pierwszej Ligi: 2011, 2012